# گمینا ویشنگا ماوا
گمینا ویشنگا ماوا (به لهستانی:  Gmina Wisznia Mała) یک گمینا در لهستان است که در شهرستان چبنیکا واقع شده‌است. گمینا ویشنگا ماوا ۱۰۳٫۳۳ کیلومتر مربع مساحت و ۷٬۹۸۱ نفر جمعیت دارد.